# Варо (острів)
Варо — невеликий незаселений острів у провінції Малампа у Вануату (Тихий океан).

## Географія
Варо розташований недалеко від острова Малекула. Два сусідніх острова - Арсео і Леумананг. Незважаючи на те, що Варо незаселений, місцеві жителі з сусіднього острову використовують його для риболовлі. 